# Lucjan Borek-Prek
Lucjan Tadeusz Adam Borek-Prek herbu własnego (ur. 17 lipca 1872 w Pantalowicach Górnych, zm. 8 stycznia 1941 w Dachau) – polski urzędnik, major rezerwy kawalerii Wojska Polskiego, właściciel ziemski.

## Życiorys
Urodził się 17 lipca 1872 w Pantalowicach Górnych. Wywodził się z rodziny właścicieli ziemskich, był wnukiem Stanisława (1794-1869, oficer wojsk polskich, powstaniec listopadowy) i Karoliny Preków oraz synem Stefana Preka (1831-1908, powstaniec styczniowy, ziemianin, działacz gospodarczy) i Zofii z domu Cybulskiej. Uczył się w C. K. Gimnazjum w Sanoku. Kształcił się w C. K. Gimnazjum III w Krakowie, gdzie w 1888 ukończył VI klasę, w 1889 VII klasę, a w 1890 VIII klasę i zdał egzamin dojrzałości.
Został zatrudniony w C. K. Namiestnictwie we Lwowie, gdzie około 1895/1896 był praktykantem konceptowym, około 1896/1897 w tym charakterze przydzielony do urzędu starostwa c. k. powiatu żydaczowskiego, a około 1897/1898 do urzędu starostwa c. k. powiatu jarosławskiego. Od około 1898 był zatrudniony w urzędzie starostwa c. k. powiatu rzeszowskiego, gdzie początkowo nadal był praktykantem konceptowym, od 1899 do 1903 koncypistą namiestnictwa. W tym okresie działał w Towarzystwie Kasyna w Rzeszowie, gdzie na początku 1899 został wybrany sekretarzem wydziału, w październiku 1899 wydziałowym i gospodarzem, na początku stycznia 1903 prezesem komitetu urządzającego bale dobroczynne. Od 1903 do około 1906 był komisarzem powiatowym w urzędzie starostwa c. k. powiatu nowosądeckiego, a od około 1906 do około 1908 w urzędzie starostwa c. k. powiatu nowotarskiego. W tym okresie około 1907/1908 był komisarzem rządowym w C. K. Powiatowej Kasie Oszczędności w Nowym Targu. Był też członkiem wydziału Okręgowego Towarzystwa Rolniczego w Nowym Targu. Około 1908/1908 był członkiem wydziału Towarzystwa Tatrzańskiego w Krakowie. Od około 1908 był przydzielony do C. K. Namiestnictwa, początkowo nadal jako komisarz powiatowego, a od około 1911 w randze starszego komisarza powiatowego i pozostawał na tym stanowisku także podczas I wojny światowej do 1918. Przed 1914 został członkiem wydziału Galicyjskiego Klubu Automobilowego (analogicznie Henryk Prek). Był myśliwym, od 1899 czynnym członkiem Towarzystwa Myśliwych w Rzeszowie, członkiem Galicyjskiego Towarzystwa Łowieckiego w 1914.
Został żołnierzem kawalerii C. K. Armii. Służąc w szeregach 3 pułku ułanów we wrześniu 1896 zdał egzamin oficerski jednorocznych ochotników w konnicy zorganizowany w Jarosławiu (innym absolwentem został wówczas Wawrzyniec Łobaczewski). Na przełomie 1896/1897 został mianowany jednorocznym ochotnikiem w kawalerii c. i k. armii. Został mianowany kadetem w rezerwie ułanów z dniem 1 stycznia 1897, a pod koniec 1898 mianowany na stopień oficerski porucznika rezerwy ułanów z dniem 1 stycznia 1899. Od 1897 do około 1904 pozostawał żołnierzem rezerwowym 3 pułku ułanów w Gródku. Po przeniesieniu do C. K. Obrony Krajowej został zweryfikowany w stopniu porucznika oddziałów konnych w grupie nieaktywnych z dniem 1 stycznia 1899, a w październiku 1909 awansowany na nadporucznika kawalerii obrony krajowej w grupie nieaktywnych z dniem 1 listopada 1909. Był przydzielony do grup oficerów nieaktywnych pułku ułanów nr 3 w Rzeszowie (od około 1910 posiadał tam przydział też Henryk Prek) do około 1912. Po zakończeniu wojny i odzyskaniu przez Polskę niepodległości został przyjęty do Wojska Polskiego. Został awansowany na stopień majora rezerwy kawalerii ze starszeństwem z dniem 1 czerwca 1919. W 1923 był oficerem rezerwowym 4 pułku strzelców konnych w Płocku, a w 1924 jako oficer pospolitego ruszenia. W 1924 był zweryfikowany w korpusie oficerów kawalerii pospolitego ruszenia.
Na początku istnienia II Rzeczypospolitej pracował w Urzędzie Wojewódzkim w Stanisławowie, skąd z dniem 31 grudnia 1923 został przeniesiony na emeryturę. Został właścicielem i zarządcą majątku leśnego w Kalnicy. W 1932 przedstawiciele jego rodziny ze Lwowa (zapisywanej także Borck Prek), Lucja, Klementyna i Ksawery, objęli we własność dwie wsie: Smerek i Strzebowiska zaś sam Lucjan Borek-Prek, był właścicielem wsi od 1938 do 1939. Był członkiem zwyczajnym Kasyna i Koła Literacko-Artystycznego we Lwowie.
Był żonaty. Miał syna Stefana. Podczas II wojny światowej w trakcie okupacji niemieckiej został aresztowany przez Gestapo pod zarzutem ułatwiania przekraczania granicy z Węgrami, po czym 5 kwietnia 1940 osadzony w więzieniu w Sanoku, gdzie przebywał do 22 czerwca 1940. Następnie skierowany do obozu koncentracyjnego Dachau; stamtąd nadsyłał do rodziny listy. Otrzymał tam numer obozowy 18874, przebywał w położeniu K-3, blok 13-3-K i poniósł śmierć 8 stycznia 1941.

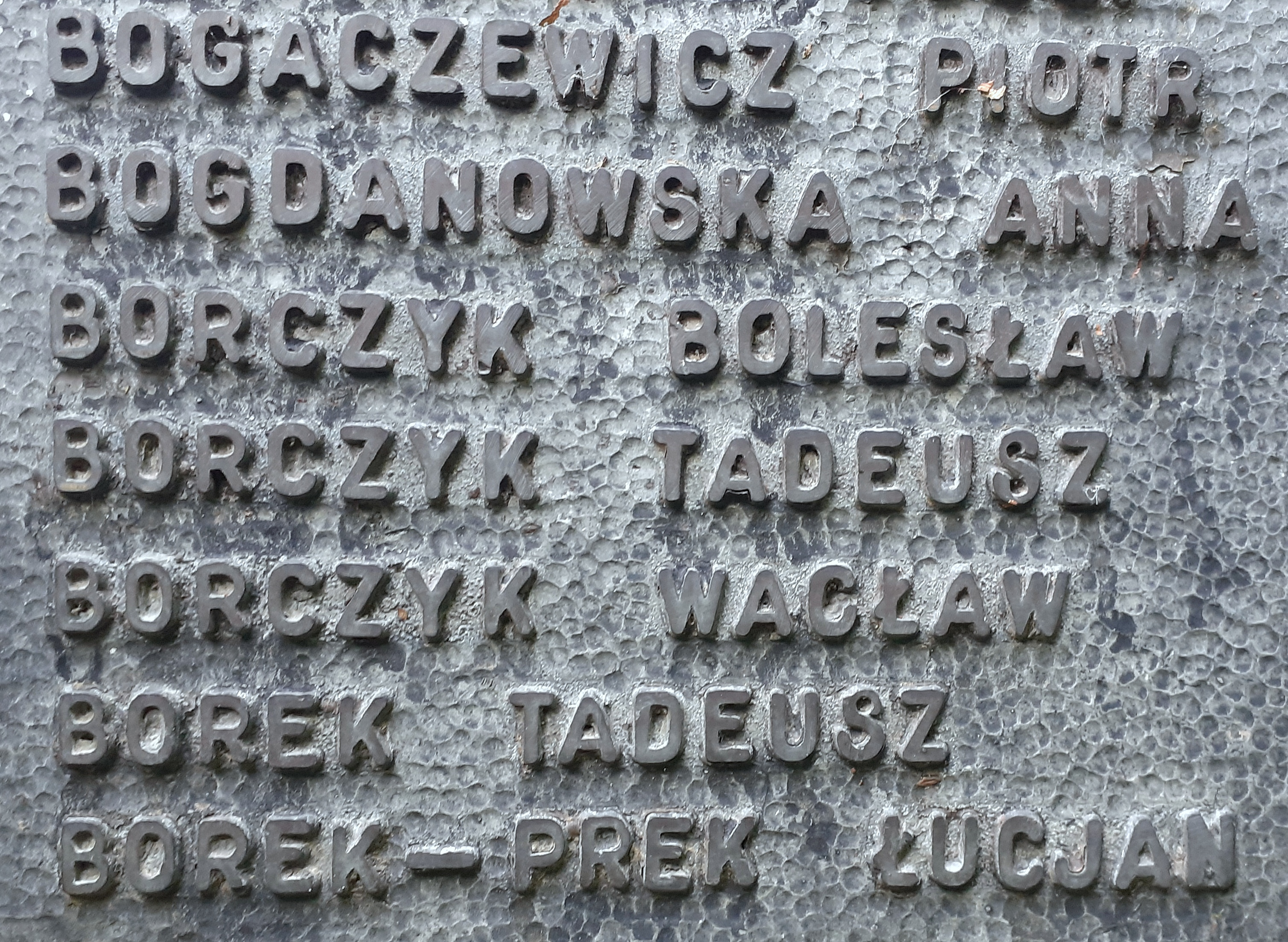
Upamiętnienie na Mauzoleum w Sanoku

W ramach Apelu Poległych uczniów sanockiego gimnazjum w publikacji z 1958 Józef Stachowicz podał, że Lucjan Borek-Prek zginął podczas II wojny światowej w nieznanym miejscu. W 1962 został upamiętniony wśród innych osób wymienionych na jednej z tablic Mauzoleum Ofiar II Wojny Światowej na obecnym Cmentarzu Centralnym w Sanoku (wymieniony jako „Łucjan Borek-Prek”).

## Odznaczenia
austro-węgierskie
- Krzyż Kawalerski Orderu Franciszka Józefa z dekoracją wojenną (1917)[30][69].
- Brązowy Medal Jubileuszowy Pamiątkowy dla Sił Zbrojnych i Żandarmerii (ok. 1899)[27][31][43].
- Medal Jubileuszowy Pamiątkowy dla Cywilnych Funkcjonariuszów Państwowych (ok. 1899)[27][31][43].
- Krzyż Jubileuszowy dla Cywilnych Funkcjonariuszów Państwowych (ok. 1908)[27][31][49].